# Cheeta
 Der er for få eller ingen kildehenvisninger i denne artikel, hvilket er et problem. Du kan hjælpe ved at angive troværdige kilder til de påstande, som fremføres i artiklen.

Cheeta er en fiktiv abe, normalt spillet af en chimpanse, som medvirkede i Tarzan-filmene i 1930'erne og 1940'erne.